# Juniperus pseudosabina
Juniperus pseudosabina (manchmal mit dem deutschen Namen Xinjiang-Wacholder bezeichnet) ist eine Pflanzenart aus der Familie der Zypressengewächse (Cupressaceae). Sie ist im zentralen Asien heimisch.

## Beschreibung
Juniperus pseudosabina wächst als immergrüner, aufrechter oder niederliegender Strauch oder kleiner Baum, der Wuchshöhen von bis zu 12 Meter erreichen kann. Die dicht stehenden Zweige gehen meist gerade von den Ästen ab und haben einen viereckigen oder bleistiftförmigen Querschnitt.
Es werden sowohl nadelförmige als auch schuppenartige Blätter ausgebildet. Vor allem Sämlinge und junge Bäume haben nadelförmige Blätter, welche kreuzgegenständig oder in Dreierwirteln an den Zweigen stehen. Sie werden 4 bis 8 Millimeter lang und haben eine spitz zulaufende Spitze. Die Schuppenblätter sind bei einer Länge von 1,5 bis 2 Millimeter rautenförmig geformt und haben eine anliegende oder frei stehende, stumpfe Spitze. Die auf der Blattunterseite befindliche, längliche oder breit-linienförmige Drüse befindet sich bei den Schuppenblättern in der Blattmitte und bei den Nadeln an deren Basis.
Juniperus pseudosabina ist zweihäusig getrenntgeschlechtig (diözisch). Die männlichen Blütenzapfen sind bei einer Länge von etwa 2 bis 3 Millimetern eiförmig bis annähernd kugelig geformt. Sie enthalten sechs bis acht Mikrosporophylle, welche zwei bis drei Pollensäcken tragen. Die weiblichen Zapfen sind bei einer Länge von 0,7 bis 1,4 Zentimetern und einer Dicke von 0,6 bis 1 Zentimeter eiförmig bis breit-eiförmig geformt. Zur Reife hin sind sie bläulich schwarz bis bräunlich schwarz gefärbt und blaugrün bereift. Jeder Zapfen trägt ein leicht zusammengedrücktes Samenkorn. Die gefurchten Samen sind bei einer Länge von 6 bis 7 Millimetern und einer Breite von 4 bis 6 Millimetern eiförmig geformt. Ihre Basis ist spitz zulaufend oder abgerundet und ihre Spitze ist stumpf.
Die Chromosomenzahl beträgt 2n = 22.

## Vorkommen
Das natürliche Verbreitungsgebiet von Juniperus pseudosabina erstreckt sich von Südost-Kasachstan, Usbekistan, Nord-Afghanistan und Pakistan im Westen über Kirgistan, Tadschikistan, den Süden Sibiriens und des chinesischen Xinjiang bis in den Westen der Mongolei im Osten.
Juniperus pseudosabina gedeiht in Höhenlagen von 2000 bis 4000 Metern vor allem in Dickichten in Gebirgslagen.

## Systematik
Die Erstbeschreibung als Juniperus pseudosabina erfolgte 1842 durch Friedrich Ernst Ludwig von Fischer und Carl Anton von Meyer in Index Seminum [St. Petersburg] 8, Seite 15. Synonyme für Juniperus pseudosabina Fisch. & C.A.Mey. sind Juniperus centrasiatica Kom. und Sabina pseudosabina (Fisch. & C.A.Mey.) W.C.Cheng & W.T.Wang.
Die Art Juniperus pseudosabina kann in bis zu zwei Varietäten unterteilt werden:
- Juniperus pseudosabina var. pseudosabina ist die Nominatform und wächst nur als Strauch.[1]
- Juniperus pseudosabina var. turkestanica (Kom.) Silba wächst sowohl als Baum als auch als Strauch. Ein Synonym ist Juniperus turkestanica Kom.[1]

## Gefährdung
Juniperus pseudosabina wird in der Roten Liste der IUCN als „nicht gefährdet“ eingestuft. Es wird jedoch darauf hingewiesen, dass eine erneute Überprüfung der Gefährdung notwendig ist.